# Charles Hazelius Sternberg

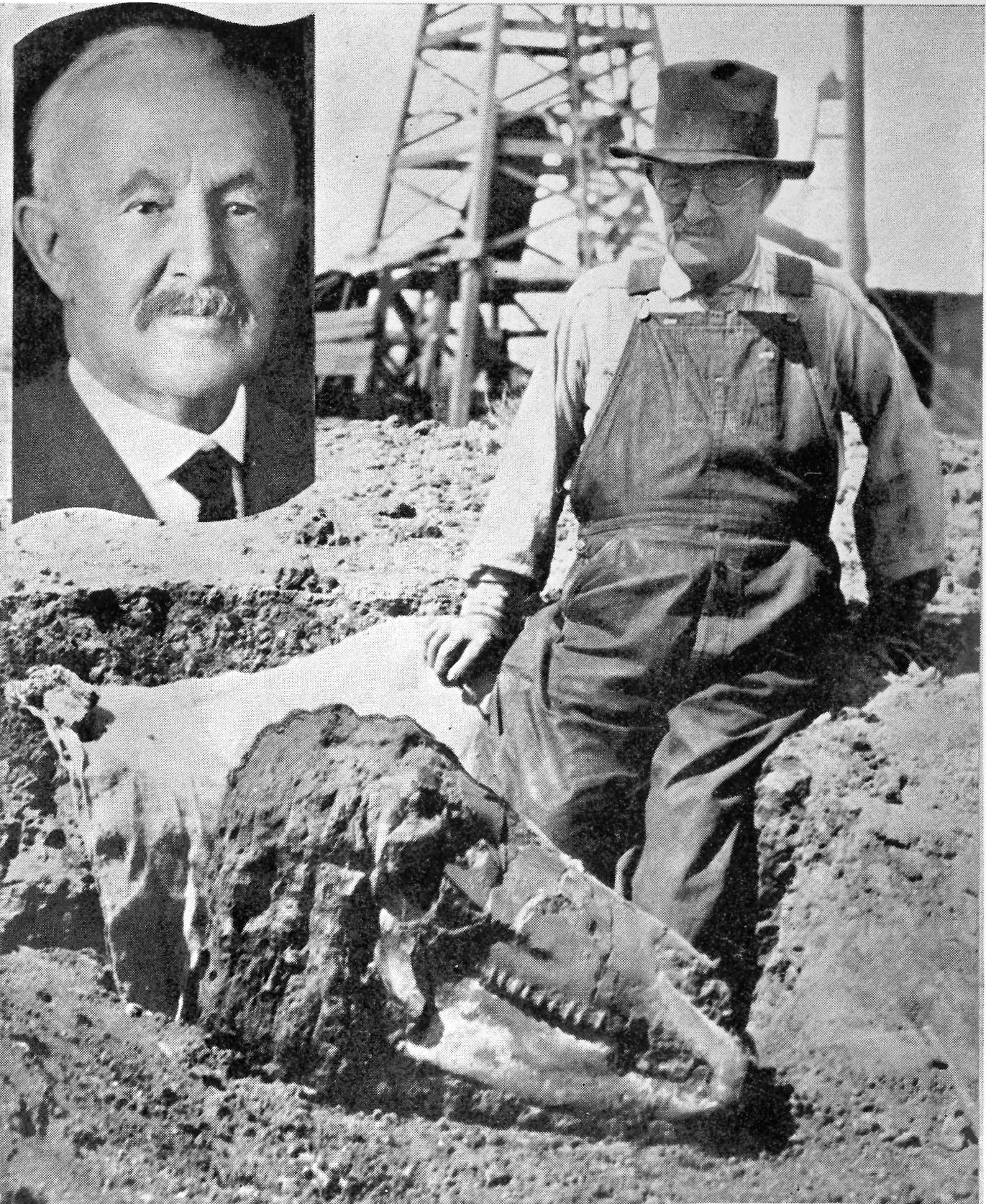
Charles Hazelius Sternberg

Charles Hazelius Sternberg (15 juni 1850 - 20 juli 1943) was een Amerikaans paleontoloog. Hij en zijn zoons golden in het begin van de twintigste eeuw als de meest succesvolle fossielenjagers in Noord-Amerika. Ze ontdekten samen enkele uitzonderlijke en wereldberoemde fossielen, zoals de Edmontosaurus-mummies S.M. R4036 in 1910 en AMNH 5060 in 1908.

## Biografie
Charles werd in het gehucht Middleburgh bij Cooperstown in de staat New York geboren, als zoon van dominee Levi Sternberg (1814 - 1896) en Margaret Levering Miller (1818 - 1888). Hij had een tweelingbroer Edward Endress Hazelius, die stierf in 1921. Drie oudere broers van Charles waren legerofficier. Als jongen dwaalde hij rond in de vallei van de Susquehanna in Otsego County en vatte zo een diepe liefde op voor de natuur. Na een val liep hij kreupel en hij was ook doof aan een oor. In 1865 verhuisde het gezin na afloop van de Amerikaanse Burgeroorlog naar Iowa.
In 1867 gingen Charles en Edward naar Fort Harker, Ellsworth County in Kansas waar zijn broer George Miller Sternberg, de latere Surgeon General van het Amerikaanse leger, een ranch had. Charles raakte gefascineerd door fossielen toen George nabij de ranch indrukken van bladeren vond in de Dakota Sandstone. Charles zond vondsten naar het Smithsonian Institute en had in 1872 een gesprek met paleobotanist Charles Léo Lesquereux die hem aanmoedigde met het fossielenonderzoek verder te gaan. Charles, die voor zijn broer werkte als cowboy, was niet zo'n studiehoofd maar liet zich in de winter van 1875-1876 inschrijven bij het Kansas State Agricultural College, de tegenwoordige Kansas State University, in de hoop de zomer daarop fossielen te kunnen zoeken met professor Benjamin Franklin Mudge aan wie George een deel van zijn collectie had opgestuurd. Mudge wees hem echter af. Teleurgesteld stuurde Charles een brief aan paleontoloog Edward Drinker Cope met de vraag of hij voor hem als verzamelaar mocht komen werken. Cope, die de student in het geheel niet kende, zond een cheque van $300,- terug met een briefje waarop alleen Go to work stond. Charles Hazelius zocht eerst fossielen in de kalklagen van West-Kansas en had daarna een rendez-vous met Cope in augustus. Ze kochten een paard met wagen en trokken erop uit om fossielen te zoeken in de Judith River Formation van Montana, ondanks de indianenoorlogen die er in het gebied woedden. De mannen vonden resten van dinosauriërs waaronder die van Monoclonius. C.H. Hazelius zou in eerste instantie vier jaar voor Cope werken, waarbij hij fossielen zocht in Oregon en Washington. Dit alles was zeer tegen de zin van zijn broer George die betreurde dat hij zijn studie niet afgemaakt had en voorspelde dat hij met botten nooit zijn brood zou kunnen verdienen.
Op 7 juli 1880 huwde Charles Anna Musgrove Reynolds (1853 - 1938). Ze hadden vijf kinderen. Charles Reynolds Sternberg werd in 1881 geboren maar stierf nog voor zijn tweede verjaardag. Hun tweede zoon was George Fryer Sternberg (1883 - 1969). Terwijl deze maar weinig voor zijn vader in bekendheid onderdeed, zou zijn derde zoon Charles Mortram Sternberg (1886 - 1981) een van de belangrijkste paleontologen van de twintigste eeuw worden. In 1890 werd dochter Maude geboren die stierf in 1911. De laatste zoon was Levi Sternberg (1894 - 1976), ook een belangrijk paleontoloog en fossielenjager.
Na zijn huwelijk werkte C.H. Hazelius niet meer als werknemer maar als zelfstandige. Soms groef hij op eigen initiatief fossielen op en verkocht die, dan weer fungeerde hij voor enkele veldseizoenen als aannemer die in opdracht voor instituties bepaalde lagen onderzocht waarbij hij vaak pas achteraf betaald werd, al naargelang het belang van de vondsten. Was de prijs niet naar zijn zin of was men traag van betalen, dan probeerde hij zijn handel aan andere instellingen kwijt te raken.
Van 1882 af groef Sternberg vooral fossielen op uit het Perm van Texas. Dat betrof voornamelijk Synapsida. Zijn zoons leerden zo van jongs af aan het vak van fossielenjager. Rond 1900 was er een hernieuwde belangstelling voor dinosauriërs. Othniel Charles Marsh was begonnen hun authentieke fossielen op te stellen en snel wedijverden de musea om de grootste skeletten teneinde zoveel mogelijk publiek te trekken. John Bell Hatcher werd een belangrijke verzamelaar maar die stierf in 1904. C.H. Sternberg besloot in 1908 Hatchers vindplaatsen in Wyoming verder uit te graven. Dat jaar ontdekte men de beroemde "dinosauriërmummie", die toen nog gezien werd als een exemplaar van Trachodon. C.H. Hazelius zou dit altijd als het hoogtepunt van zijn carrière beschouwen. De vondst leverde veel publiciteit op. Hij vergrootte zijn bekendheid verder door in 1909 een autobiografie te publiceren, The Life of a Fossil Hunter. In 1910 vond men nog een "mummie" die verkocht werd aan een Duits museum.